# 220Xpress

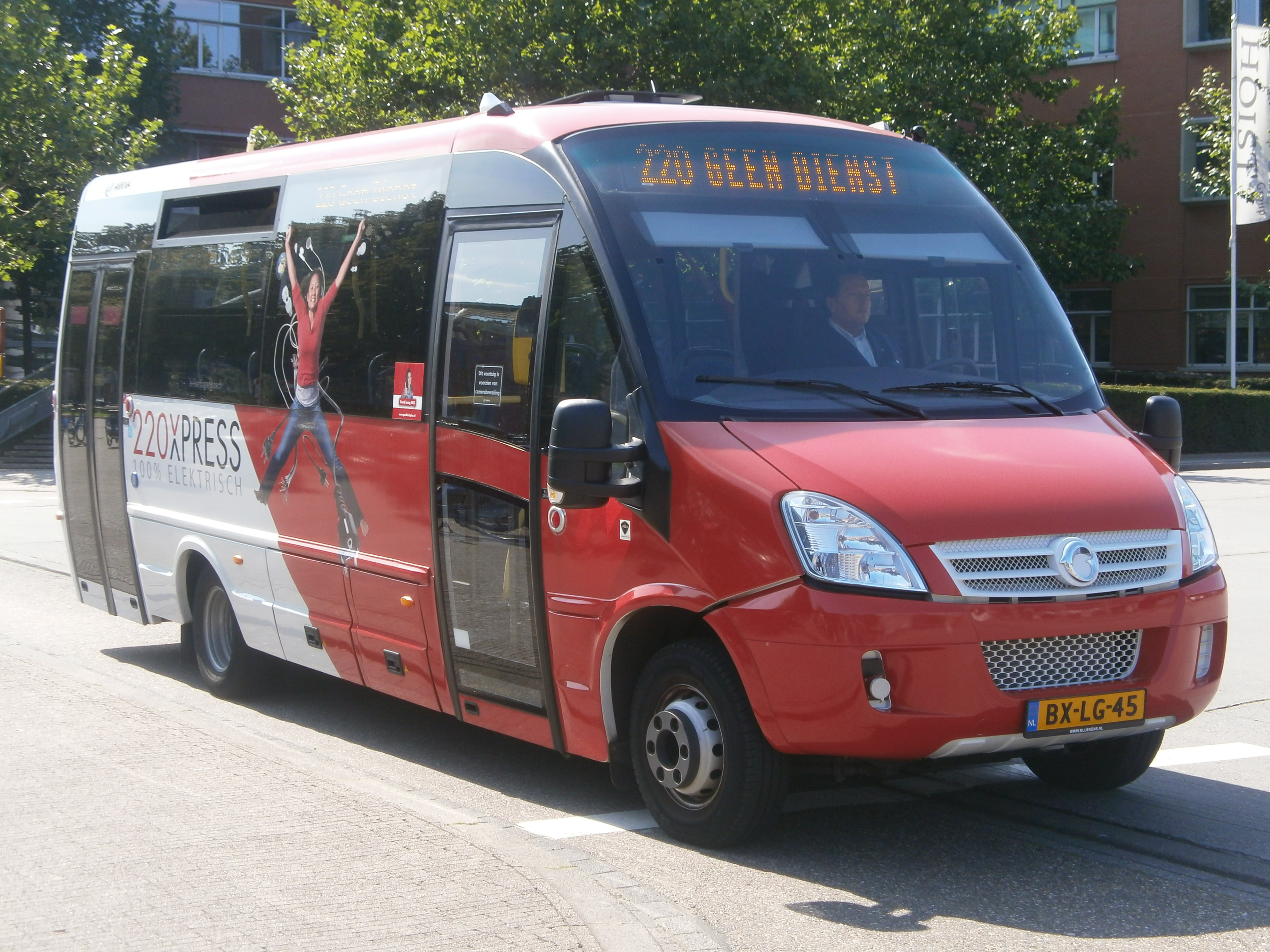
Een van de bussen (nummer 6052) die dienstdoet op lijn 220 op station 's-Hertogenbosch. Deze bus draagt hier nog de eerste huisstijl.

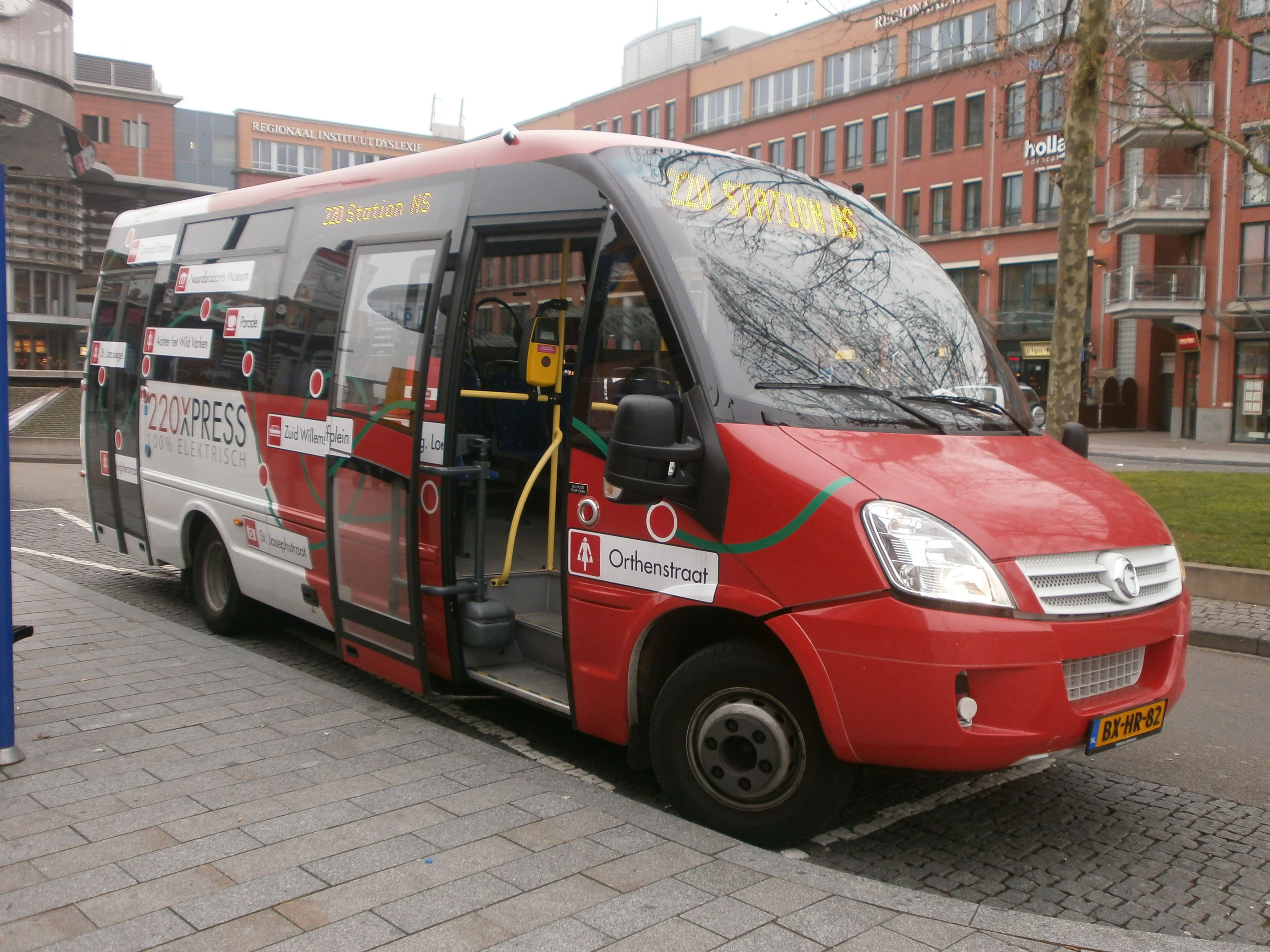
Een van de bussen (nummer 6050) die dienstdoet op lijn 220 op station 's-Hertogenbosch. Deze bus draagt hier de tweede huisstijl en wacht op passagiers vanaf de treintaxi standplaats bij het station.

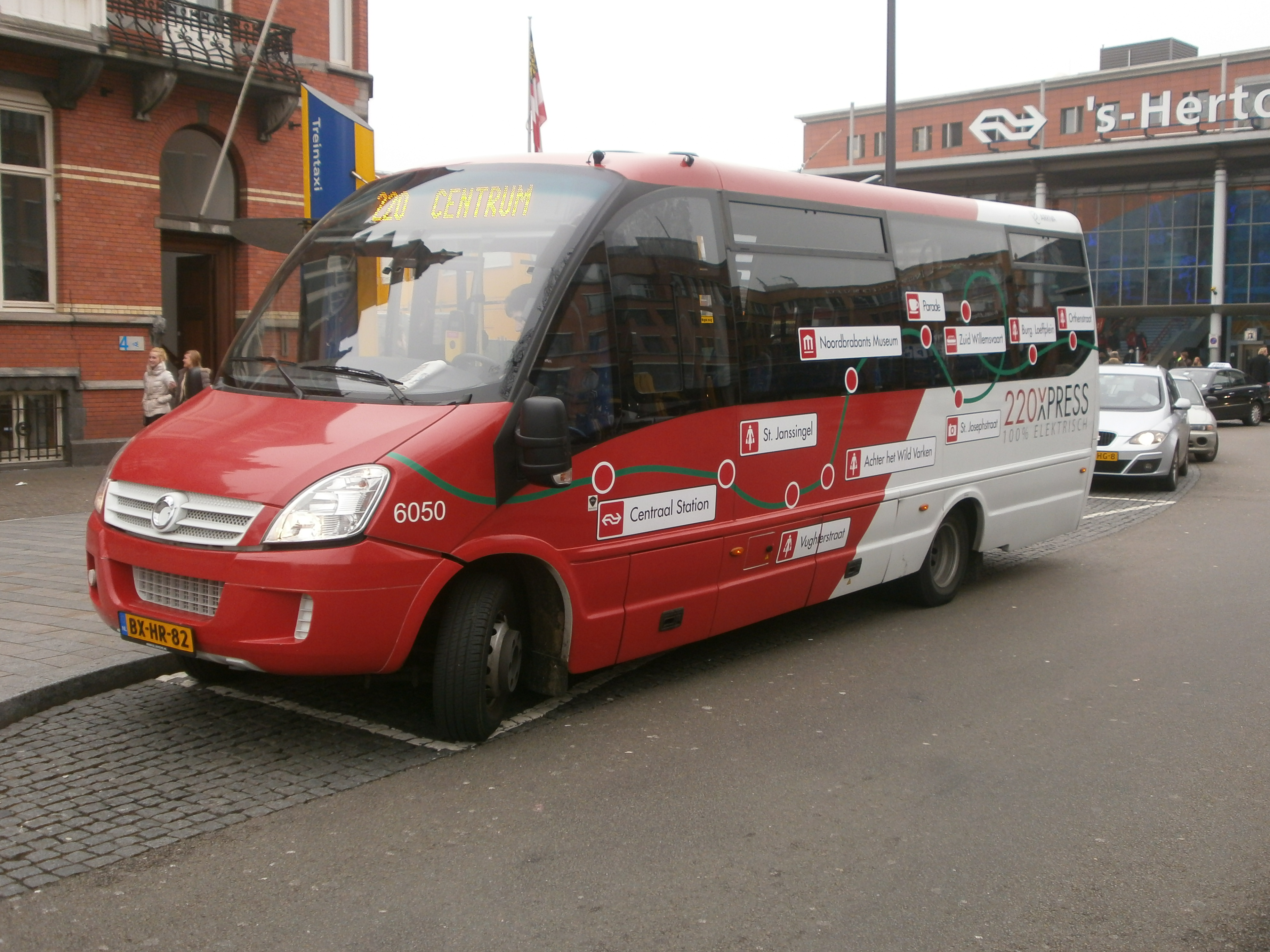
Een van de bussen (nummer 6050) die dienstdoet op lijn 220 op station 's-Hertogenbosch. Deze bus draagt hier de tweede huisstijl en wacht op passagiers vanaf de treintaxi standplaats bij het station.

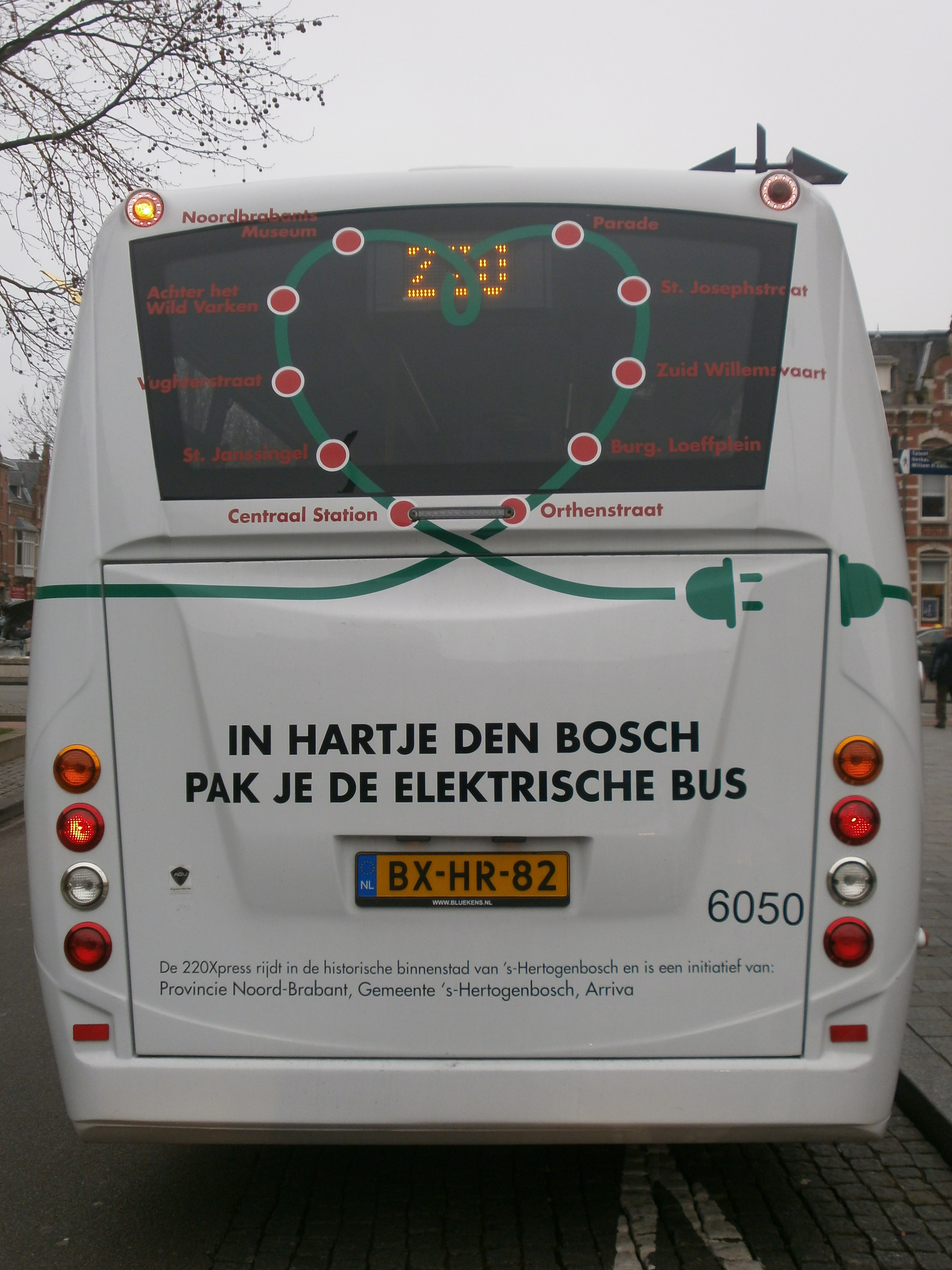
De achterkant van een van de bussen (nummer 6050) die dienstdoet op lijn 220.

220Xpress was een stadslijn in de gemeente 's-Hertogenbosch die eerst vanaf 11 februari 2010 tot 4 november 2012 tussen station 's-Hertogenbosch en de binnenstad reed en vanaf 4 november 2012 tot 1 juli 2013 tussen station 's-Hertogenbosch en het Jeroen Bosch Ziekenhuis. De lijn reed zonder tussenstop naar het ziekenhuis en werd bediend door drie elektrische stadsbussen met een frequentie van 3 tot 6 keer per uur. De lijndienst ging samen met een aantal proeven die provincie Noord-Brabant met onder andere gemeente 's-Hertogenbosch had opgezet en drie jaar zullen lopen. Deze proeven waren vooral om de techniek van de elektrische bussen te testen op betrouwbaarheid en als schoner en stiller alternatief dan gewone bussen. 220Xpress is een initiatief van Provincie Noord-Brabant, gemeente 's-Hertogenbosch, Arriva, Essent en Enexis.
De busjes zijn gebouwd door Iveco (chassis) en door Rošero (carrosserie). De ombouw tot elektrische voertuigen vond plaats bij AllGreenVehicles. De elektrische busjes hebben de nummers 6050-6052 gekregen en zijn van het type Rošero First.

## Bushaltes

### Route 11 februari 2010 t/m 3 november 2012
220Xpress rijdt van 11 februari 2010 tot 4 november 2012 als lijn 220 Station - Centrum langs tien bushaltes die herkenbaar zijn aan het 220Xpress logo. Het ging om de volgende haltes:
1. Centraal Station (Stationsplein, bij de treintaxistandplaats)
2. Sint Janssingel
3. Vughterstraat
4. Achter het Wild Varken (Stadskantoor)
5. Noordbrabants Museum
6. Parade
7. Sint Josephstraat
8. Zuid-Willemsvaart
9. Burgemeester Loeffplein
10. Orthensestraat

Na de halte Orthensestraat volgt de halte Centraal Station, waardoor de bus zodanig een rondje door de binnenstad heeft gereden. Sinds maandag 12 september 2011 vertrekken de bussen niet meer op het busstation zelf, maar vanaf de treintaxistandplaats, dat zich bevindt bij de taxistandplaatsen. Deze verplaatsing is gedaan om meer mensen proberen te trekken om deze bus te nemen.
Sinds 8 januari 2012 was de halte Zuid-Willemsvaart officieel in gebruik genomen als halte voor de 220Xpress. Daarvoor stond er al wel een bord en stopten er ook geregeld, op verzoek buschauffeurs bij die halte, echter was het nog geen officiële bushalte voor de 220Xpress. Deze halte staat bij het voormalige pand van het Groot Ziekengasthuis, een van de locaties van het Jeroen Bosch Ziekenhuis. Daarnaast is er ook een nieuwe halte Sint Janssingel in gebruik genomen. Deze halte is geplaatst om de vertrekpunt van de rondvaartboot op de Binnendieze ook met de bus te laten bedienen. Aan de binnenkant van de bus was een overzicht voorzien van de haltes van de lijn met daarop de overstap mogelijkheden per halte van voor 4 november 2012.

### Route 4 november 2012 t/m 30 juli 2013
Sinds 4 november 2012 reed lijn 220 niet meer naar de binnenstad van 's-Hertogenbosch, maar naar het Jeroen Bosch Ziekenhuis aan de rand van de stad, zonder tussenhaltes. Deze wijziging was een nieuwe proef met de elektrische bussen van de gemeente 's-Hertogenbosch, Arriva en de provincie Noord-Brabant die ging duren tot 1 juli 2013. De bussen reden hierbij aanvullend op de reguliere dienstregeling. Met de nieuwe proef werd het eerste deel succesvol afgesloten en hoopten de ondernemers op een verdubbeling van de reizigers.
1. Centraal Station
2. Jeroen Bosch Ziekenhuis (halte Voorplein)

## Buschauffeurs
Arriva had speciaal voor deze lijn 10 chauffeurs opgeleid om te kunnen rijden met de elektrische bussen. Deze bussen zijn qua techniek net iets anders dan de reguliere bussen. Ook hebben de chauffeurs bij VVV 's-Hertogenbosch een verkort toeristische opleiding gekregen om tijdens de rit passagiers iets over de historische binnenstad te kunnen vertellen. Daarnaast hebben de chauffeurs een opfriscursus Engels gekregen.

## Huisstijl
De busjes zijn speciaal te herkennen aan de 220Xpress-huisstijl. Deze huisstijl was gebaseerd op de huisstijl van de Brabantse bussen. Tot en met oktober 2011 stond daarnaast een persoon op die springt en juicht en is omringd door stekkers en snoeren. Na oktober 2011 verdween de persoon en werd vervangen door een groene stekker die rondom de bus loopt en waarlangs de verschillende haltes op staan, waar de bus langs rijdt. Op de achterkant van de bus is een hart te zien, zoals te zien is op de nieuwe haltebord met daarbij de verschillende haltes in de rijrichting van de lijn en de tekst "In hartje 's-Hertogenbosch pak je de elektrische bus".
Sinds september 2012 verdween de huisstijl met de groene stekker en reden de bussen rond volgens de standaard huisstijl van de Provincie Noord-Brabant met daarop het logo van de 220Xpress. Op de achterkant was tot 4 november 2012 nog het hart te zien. Daarna verdween het hart met de oude haltes in verband met de nieuwe route van de lijn.
Vanaf november 2012 droegen de bussen een nieuwe huisstijl. Deze huisstijl bestond op de zijkant uit de standaard huisstijl van Brabant, aangevuld door het logo van 220Xpress, een e die begint als een stekker, een groene vlak met daarin de tekst "proef tot 1 juli 2013", een groene lijn met daarop een zestal witte stippen waarbij de eerste en laatste stip de twee haltes moeten voorstellen en twee witte vlakken met daarop de haltenamen waar de lijn stopt. Nadat de proef met de 220Xpress was beëindigd gingen de busjes uit dienst en werden in december 2013 verkocht.

## Halteborden

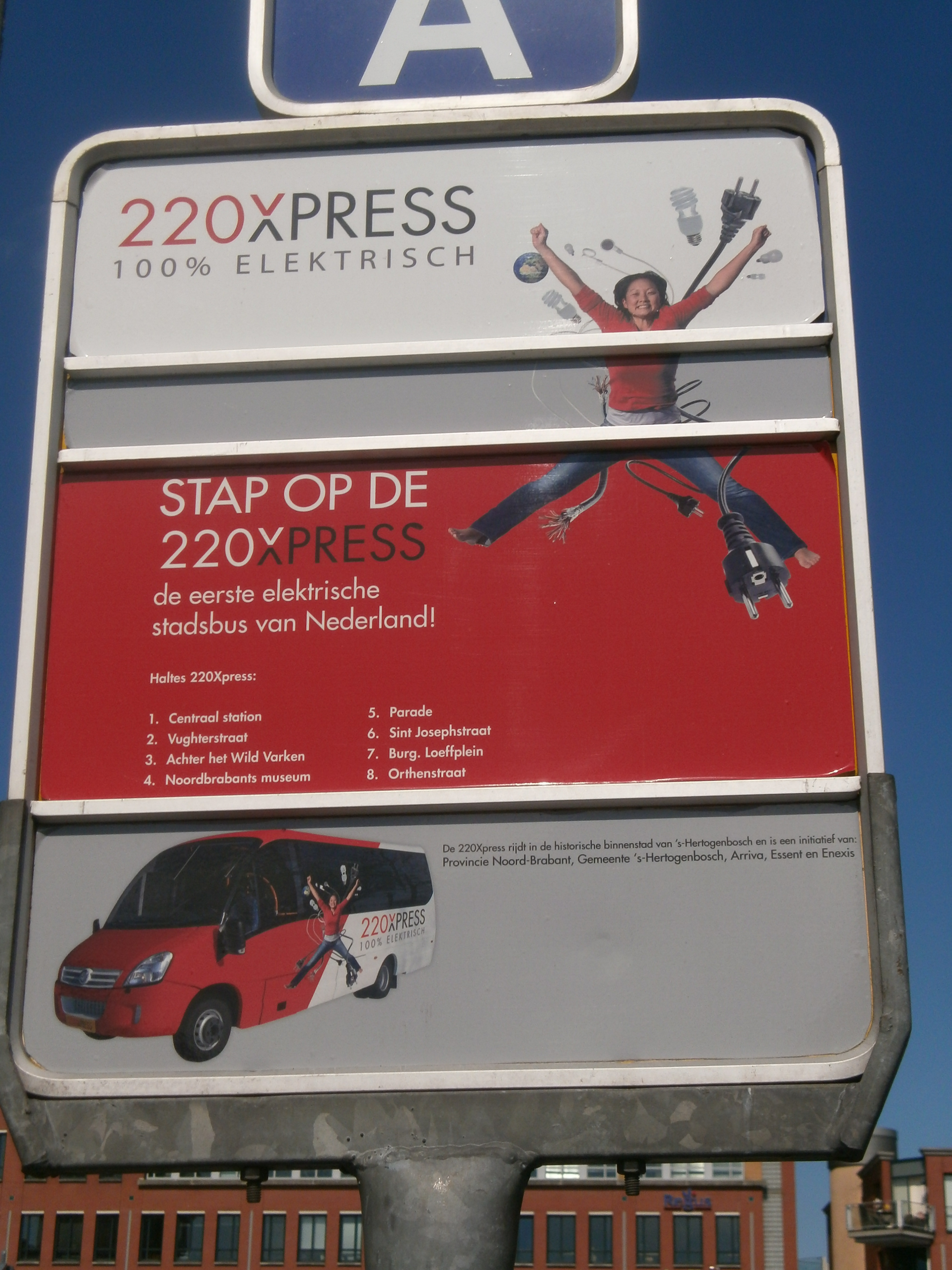
Het eerste speciale haltebord van de 220Xpress zoals te vinden was op de verschillende haltes
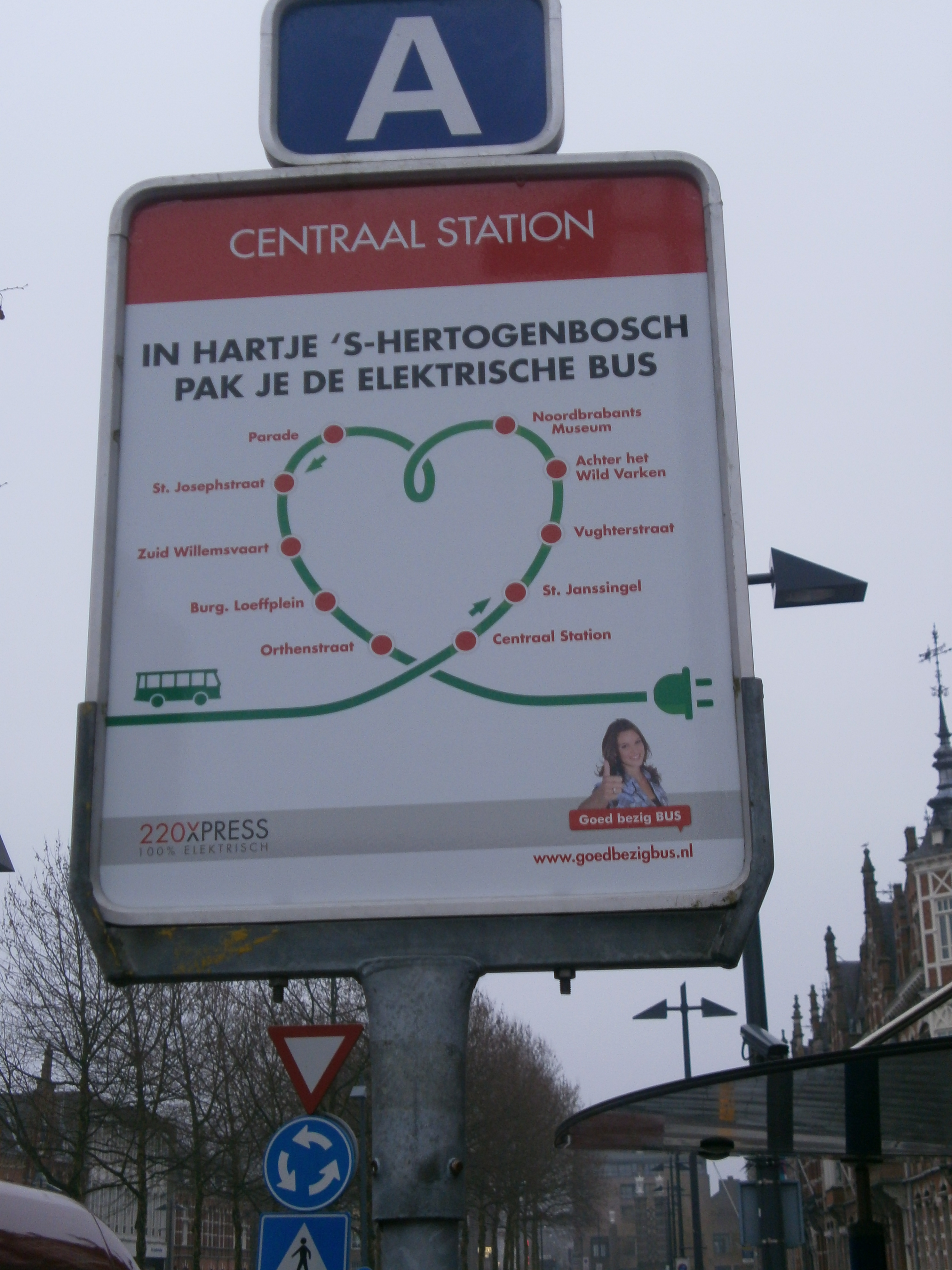
Het tweede speciale haltebord van de 220Xpress zoals te vinden is op de verschillende haltes
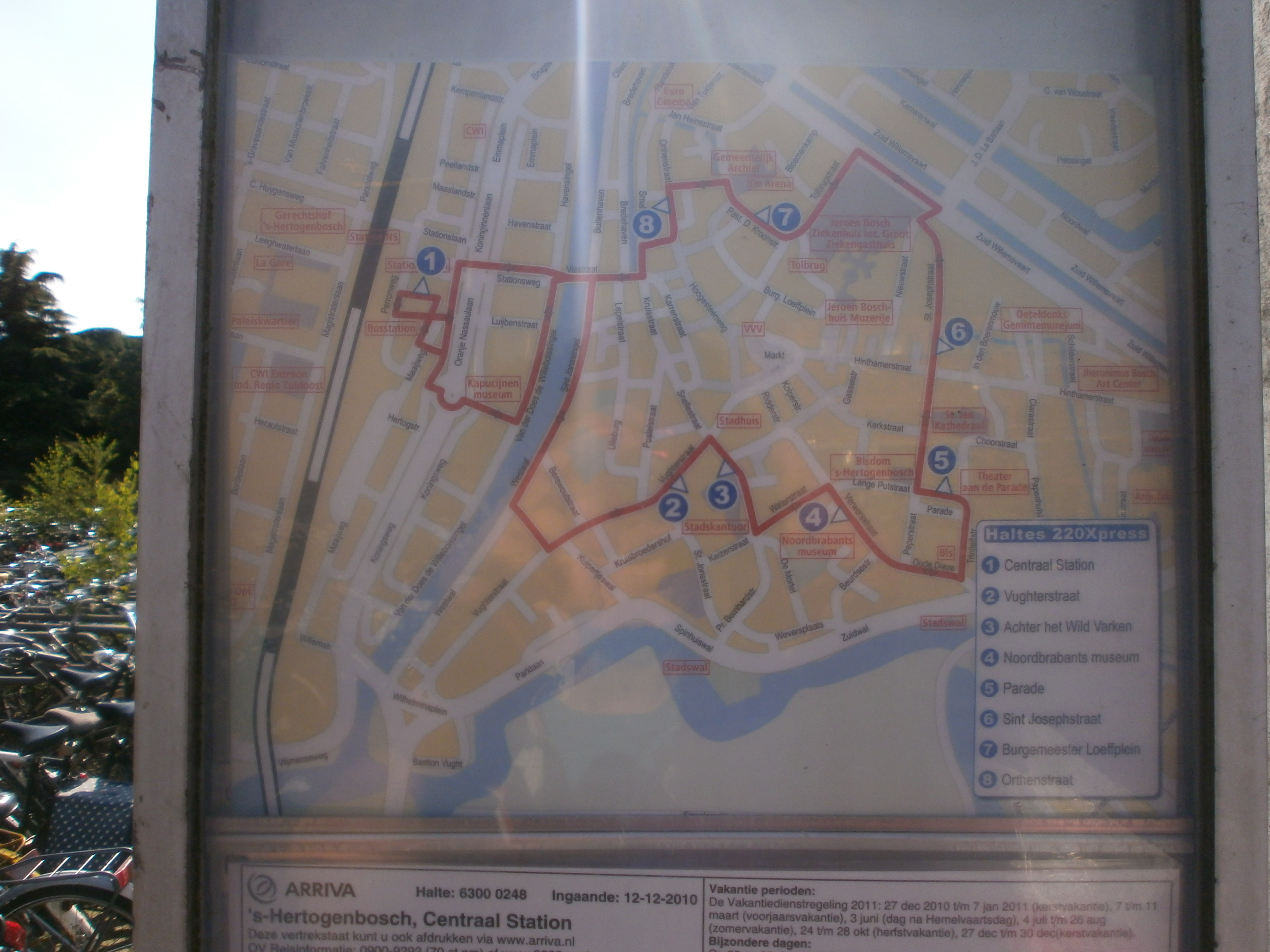
De oude routekaart van de 220Xpress, met daarop de locaties van de haltes (van voor 8 januari 2012)